# Bolitoglossa franklini
Espèce
Synonymes
- Oedipus franklini Schmidt, 1936
- Bolitoglossa nigroflavescens Taylor, 1941
- Magnadigita brevipes Bumzahem & Smith, 1955

Statut de conservation UICN

 VU  : Vulnérable
Bolitoglossa franklini est une espèce d'urodèles de la famille des Plethodontidae.

## Répartition
Cette espèce se rencontre sur le versant Pacifique de l'État de Chiapas au Mexique et dans le Sud-Est du Guatemala. Elle est présente entre 1 800 et 2 500 m d'altitude.

## Description
Le mâle holotype mesure 115 mm dont 63 mm pour la queue.

## Taxinomie
Bolitoglossa nigroflavescens et Magnadigita brevipes ont été placées en synonymie avec Bolitoglossa franklini par Wake et Lynch en 1982.
Pour Highton en 2000, ce taxon pourrait représenter un complexe de cinq espèces.

## Étymologie
Cette espèce est nommée en l'honneur de Franklin James White Schmidt, frère de Karl Patterson Schmidt.

## Publication originale
- Schmidt, 1936 : Guatemalan salamanders of the genus Oedipus. Field Museum of Natural History Publication, Zoological Series, vol. 20, no 17, p. 135-166 (texte intégral).